# Azat-le-Ris
Azat-le-Ris – miejscowość i gmina we Francji, w regionie Nowa Akwitania, w departamencie Haute-Vienne.
Według danych na rok 1990 gminę zamieszkiwało 310 osób, a gęstość zaludnienia wynosiła 6 osób/km² (wśród 747 gmin Limousin Azat-le-Ris plasuje się na 349. miejscu pod względem liczby ludności, natomiast pod względem powierzchni na miejscu 28.).

## Populacja

Populacja Azat-le-Ris w latach 1962–2008